# Mappe (Apple)
Mappe è un'applicazione di web mapping sviluppata da Apple per i suoi sistemi operativi iOS, macOS e watchOS. Consente la navigazione turn-by-turn in macchina o a piedi.

## Storia
L'applicazione era presente già dalla prima versione di iOS il 29 giugno 2007. Le mappe sono state fornite da Google fino al 19 settembre 2012. Una nuova versione del servizio è stata introdotta da Scott Forstall nella WWDC 2012 l'11 giugno, che avrebbe utilizzato il sistema di mappatura della stessa Apple con dati forniti da diversi provider tra cui TomTom e la cinese AutoNavi.
Il 10 giugno 2013, Craig Federighi ha annunciato, durante la WWDC, che Mappe sarebbe stata introdotta anche in OS X Mavericks nel tardo 2013.
Con l'aggiornamento iOS 13 viene introdotta Guardati intorno, nuova funzione simile a StreetView di Google Maps.

## Caratteristiche
Apple Maps ha iniziato a utilizzare la grafica vettoriale prima del concorrente Google Maps, il che ha consentito all'applicazione di utilizzare meno dati rispetto a Google Maps. La mappa ha quattro livelli disponibili: mappa normale, vista satellitare, vista ibrida (una combinazione di vista normale e satellitare) e vista del trasporto pubblico. Il principale fornitore di dati cartografici è TomTom, ma i dati sono forniti anche da Automotive Navigation Data, Getchee, Hexagon AB, IGN, Increment P, Intermap Technologies, LeadDog, MDA Information Systems, OpenStreetMap e Waze. Apple ha rinnovato il suo accordo con TomTom nel 2015, sebbene in seguito abbia deciso di passare gradualmente a OpenStreetMap e rimuovere tutti i dati cartografici forniti da TomTom ad eccezione delle informazioni sul traffico in tempo reale.  TomTom è la società madre di Tele Atlas, che viene utilizzata anche dal concorrente di Apple Maps, Google Maps. Le immagini satellitari provengono da Maxar Technologies. Gli iPhone situati in Cina utilizzano invece i dati di AutoNavi e MapKing per Hong Kong.
Apple Maps può essere utilizzato per pianificare percorsi. Apple amplia la sua interfaccia base di Maps aggiungendo dei badge. Un badge con l'indice meteo e di qualità dell'aria sarà visualizzato costantemente insieme alle informazioni sul traffico aggiornate. In precedenza, un utente poteva visualizzare le informazioni sul traffico solo durante l'utilizzo delle indicazioni stradali passo-passo.

### Mappe aeree e 3D
Con Flyover, alcune località, principalmente grandi città e punti di riferimento, possono essere viste da una prospettiva a volo d'uccello. Le viste tridimensionali sono fotorealistiche e gli utenti possono cambiare la prospettiva. Flyover è disponibile fin dalla prima versione di Apple Maps. Molte città con Flyover dispongono anche di "Tour della città". Con questa funzione, l'utente viene guidato nella vista Flyover lungo i punti di riferimento in quella località.

### Nelle vicinanze
La funzione "Nelle vicinanze" di Apple Maps è disponibile su iOS 15 e watchOS 8. Consente agli utenti di cercare luoghi di interesse nelle vicinanze, come ristoranti, distributori di benzina e parcheggi, tra gli altri. Gli utenti possono anche accedere alle mappe interne di aeroporti e centri commerciali selezionati.

### Trasporti pubblici
La funzione "Trasporti pubblici" mostra le reti di trasporto pubblico sulla mappa in diverse città e nei loro dintorni. La funzionalità è stata aggiunta a iOS 9 (rilasciato il 16 settembre 2015), OS X El Capitan (rilasciato il 30 settembre) e watchOS 2 (rilasciato il 21 settembre). Apple Maps visualizza le reti di autobus, metropolitana, treni e traghetti in queste città. Inoltre, il servizio di mappatura include gli orari del trasporto pubblico e mostra le posizioni di ingresso e uscita delle stazioni della metropolitana e dei treni.

### Mappe interne di aeroporti e centri commerciali
Apple Indoor Maps è una funzionalità di Apple Maps che fornisce mappe interne di aeroporti e centri commerciali selezionati. È stata introdotta per la prima volta in iOS 11 e da allora è stata ampliata per includere più località. La funzionalità fornisce informazioni dettagliate sugli interni di questi edifici, consentendo agli utenti di orientarsi più facilmente.

### Informazioni sul traffico
Apple Maps mostra informazioni sul traffico in tempo reale sulla mappa. Inoltre, la navigazione passo-passo tiene conto dei ritardi nel calcolo dell'orario di arrivo stimato e occasionalmente sceglierà una deviazione in caso di traffico.

### Indicazioni ciclabili
Quando Apple ha annunciato iOS 14 alla WWDC 2020, ha introdotto le indicazioni ciclabili per Apple Maps in alcune città selezionate, e ora copre diversi Paesi, tra cui Stati Uniti, Canada, Australia, Giappone, Regno Unito, Irlanda, Francia, Italia, Spagna, Portogallo, Svizzera, Germania, Belgio, Paesi Bassi, Danimarca, Norvegia, Svezia, Finlandia, Repubblica Ceca, Austria, Grecia, Nuova Zelanda, Cina continentale e Thailandia.

### Look Around
Look Around consente all'utente di visualizzare immagini a 360° a livello stradale, con transizioni fluide durante la navigazione nella scena per garantire la precisione dell'ambiente urbano.

## Accoglienza
Apple Maps ha ricevuto notevoli critiche dopo il suo lancio, il 19 settembre 2012, a causa di informazioni errate e imprecise su luoghi e punti di interesse. Molti di questi errori sono stati corretti.
Alcuni luoghi presentavano errori di ortografia, venivano visualizzati con il nome sbagliato o mancavano completamente. Tra questi errori figurano la capitale ucraina Kiev, il cui nome era erroneamente scritto "Kylv", la città gallese Pontypridd, la cui etichetta veniva visualizzata a 10 chilometri a nord-est della sua posizione effettiva, e la città inglese Stratford-upon-Avon, completamente assente in Apple Maps. Inoltre, quando gli utenti cercavano "Londra", venivano indirizzati alla città canadese London, Ontario, invece che alla sua omonima, la capitale del Regno Unito.

#### La risposta di Apple
A seguito delle critiche, Tim Cook, CEO di Apple Inc., pubblicò una lettera di scuse sul sito web di Apple il 28 settembre 2012, in cui si scusava per le "frustrazioni" riscontrate dagli utenti. Dichiarò che Apple aveva mancato di raggiungere i propri obiettivi e che l'azienda stava facendo ogni sforzo per migliorare il servizio di mappe. Cook suggerì inoltre che gli utenti insoddisfatti avrebbero potuto utilizzare applicazioni di mappe concorrenti come Bing Maps, MapQuest, Waze, Google Maps e Nokia Maps.

### Oggi
Nonostante la risoluzione dei problemi preliminari, Apple Maps ha ricevuto recensioni contrastanti, con alcuni critici che hanno elogiato la sua funzione "Flyover" e l'aspetto della mappa stradale, mentre altri criticano la sua mancanza di funzionalità simili a quelle di Google Maps. ZDNet ha affermato che "[Apple Maps] ha avuto la sua parte di problemi, ma Apple Maps è tornato con una vendetta.
Nel 2019, Apple ha iniziato a implementare una revisione completa di Apple Maps in alcune aree. La nuova versione di Mappe ha introdotto miglioramenti significativi, tra cui viste più complete di strade ed edifici, dati pedonali migliorati, indirizzi più precisi e copertura del territorio dettagliata. Apple ha completato il lancio di questa nuova esperienza negli Stati Uniti all'inizio del 2020, aggiungendo funzionalità come una navigazione più veloce, "Guardati intorno" (una funzione di immagini stradali interattive ad alta risoluzione) e Preferiti per un rapido accesso ai luoghi visitati di frequente.